# Shopping Pátio Higienópolis
O Shopping Pátio Higienópolis é um centro comercial brasileiro inaugurado em 1999, pelo Grupo Malzoni, na região central da cidade de São Paulo, no bairro Higienópolis. O shopping hoje em dia é administrado e de propriedade da Iguatemi, e foi concebido para adequar-se ao estilo arquitetônico do entorno, destacado por casarões do início do século XX e edifícios modernistas. Sua área interna recebe luz natural e conta com um vão central — visível pelos seus cinco pisos — de 250 metros quadrados, que recebe atividades culturais. Em 2019, o empreendimento realizou a exposição interativa em homenagem ao pintor holandês Vincent van Gogh (chamado "Paisagens de van Gogh"), e obteve recorde de público estimado em 23 mil visitantes. O shopping foi o primeiro da cidade de São Paulo a se declarar pet-friendly. Quando o shopping foi inaugurado, o "Dog's Bar" (um bebedouro para pets) também foi inaugurado. O bebedouro continua em operação.

## História
O Shopping Pátio Higienópolis abrange lojas de moda, arte, cultura, entretenimento, serviços e gastronomia. O empreendimento conta também com uma alameda (Boulevard, com acesso pela Rua Albuquerque Lins),com vegetação natural a céu aberto, com restaurantes e cafés. O empreendimento possui três entradas, sendo a principal pela Avenida Higienópolis. A praça de alimentação, localizada no último piso, possui uma ampla cúpula de vidro e ferro com 21 metros de diâmetro, que fornece uma iluminação natural ao espaço. Em julho de 2020, foi inaugurado o Terraço do Pátio, varanda a céu aberto, com mesas e cadeiras, e ombrelones, para maior conforto de seus visitantes. O seu acesso é pela Praça de Alimentação. A temperatura do ambiente mantem-se agradável, devido ao teto de vidro térmico e absorvente de luz, estruturado em ferro. Também nesse piso, encontra-se o Teatro UOL (anteriormente Teatro Folha e sendo o mais antigo teatro em shopping center ainda em operação do Brasil), inaugurado em 2001, e seis salas de cinema da rede Cinemark. Além também deste piso ter uma unidade da famosa franquia de frozen yogurt brasileira Yogoberry. A unidade tinha sido fechada há alguns anos atrás, mas foi reaberta em setembro de 2021 no mesmo piso.
Em 2005, o shopping adquiriu, do Governo do Estado de São Paulo, o imóvel conhecido como Casarão de Nhonhô Magalhães, responsabilizando-se pelo seu restauro. Em conformidade com o edital de licitação de compra e venda, o subsolo do imóvel foi cedido para atividades culturais da então Secretaria do Estado da Cultura pelo período de 20 anos. As obras iniciaram-se quatro anos depois, em 2009, e foram concluídas em 25 de janeiro de 2020, aniversário da cidade. Em junho de 2019, a Prefeitura de São Paulo ameaçou multar o shopping por destruir parte do patrimônio durante as obras, contrário ao acordo de preservar a estrutura e o tombamento. A Secretaria da Cultura, após a inauguração, cedeu o espaço para sediar seu Paço das Artes, e o local foi renomeado para Casa Higienópolis.
O empreendimento chegou a sofrer vários processos pelo fato de ter funcionado por mais de 10 anos de forma irregular. Em setembro de 2010, o Ministério Público de São Paulo publicou uma liminar determinando que a ampliação do empreendimento não fosse liberada. Mesmo assim, a organização espacial original foi radicalmente alterada em novembro, com a inauguração de uma grande ala, que fez o shopping passar a contar com 109 253,95 metros quadrados e 34 992 metros quadrados de área bruta locável. Segundo amplamente noticiado na imprensa, esta área foi construída à revelia da legislação e em desrespeito a diversas normas municipais, o que colocou o shopping em uma situação legal particularmente delicada. Em dezembro, o Ministério Público pediu à prefeitura a interdição do estabelecimento, que funcionava sem licença e sem o atendimento às diretrizes para minimizar o impacto no sistema viário da cidade. Outros problemas graves incluíam irregularidades nas garagens, além do corte irregular de árvores durante as obras de ampliação.
Em junho de 2012, uma ex-diretora da empresa que administrava o empreendimento admitiu que, para conseguir a liberação das obras irregulares, o shopping subornou funcionários da prefeitura, além de um vereador, aos quais pagou propinas entre os anos de 2008 e 2010. No mesmo mês, o Ministério Público de São Paulo deu início à investigação da construção de um andar inteiro sem nenhuma documentação ou autorização legal. Tratava-se de uma área de 2 mil metros quadrados que nas plantas oficiais aparecia como sendo um terraço, mas onde foram construídos, irregularmente, lojas e corredores. A inauguração desse andar ocorreu oito anos depois, em julho de 2020, quando passou a funcionar como espaço ao ar livre para descanso.
Em 15 de maio de 2018, a unidade da marca de produtos de banho e cosméticos britânica Lush Cosmetics presente no shopping fecha as suas portas, após a marca sair pela segunda vez do Brasil, e com isso fechar as portas de suas lojas no país.

## Lojas
O Shopping Pátio Higienópolis possui várias lojas. Com a venda do shopping para a Iguatemi Empresa de Shopping Centers S/A, o shopping passou a ter mais lojas de grife como Le Lis Blanc, John John, Brooksfield, entre outras grifes. Além também de possuir megalojas como a Fast Shop, Tok&Stok, entre outras megalojas. Enfim, o shopping possui diversos outros tipos de lojas. 

## Alimentação
O shopping possui diversas opções de alimentação, como os restaurantes Outback Steakhouse, Almanara, entre outros restaurantes. Além de diversas opções e alimentação e uma praça de alimentação localizada no piso Terraço, que possui diversas opções de alimentação como McDonald's, Bullguer, Spoleto, Burger King, Vivenda do Camarão, Viena Express, Ofner, entre outros restaurantes. O local no piso Terraço, também teve unidades de restaurantes e outros estabelecimentos de alimentação não mais existentes, como:uma unidade da famosa rede de fast-food Bob's, uma unidade da rede de casas de chá Rei do Mate, uma unidade da rede de restaurantes de comida caseira Divino Fogão, entre outros. O Bob's e o Rei do Mate migraram suas unidades do bairro que estavam no shopping para o campus da universidade Mackenzie, local que fica no bairro do shopping.